# Adama (Äthiopien)
Adama (Oromo: Adaama, Ge'ez አዳማ) oder Nazret (ናዝሬት) ist eine Stadt in Zentral-Äthiopien. Sie ist Hauptstadt der Misraq-Shewa-Zone (West-Shewa) von Oromia. Laut Volkszählung von 2005 hatte sie 228.623 Einwohner.
Adama liegt auf einer Höhe von 1712 Meter am Übergang zwischen dem Hochland von Abessinien und dem Tiefland im Ostafrikanischen Grabenbruch, sodass sich hier Oromo- und Afar-Hirten und Oromo-Bauern begegnen. Der Ort in seiner heutigen Form verdankt seine Entstehung dem Bau der Bahnstrecke von Addis Abeba nach Dschibuti im Jahre 1917. Unter Haile Selassie wurde der ursprüngliche Oromo-Ortsname durch denjenigen des biblischen Nazareth ersetzt.
1994 waren von 127.842 Bewohnern 44,42 % Amharen, 26,23 % Oromo, 7,54 % Silt'e, 7,29 % Sebat-Bet-Gurage, 6,27 % Tigray und 3,63 % Soddo-Gurage. 71,18 % sprachen Amharisch als Muttersprache, 13,96 % Oromo, 4,31 % Silt'e, 3,92 % Gurage, 3,7 % Tigrinya und 1,33 % Soddo.
Neben den Bahnverbindungen nach Addis Abeba und Dschibuti verfügt Adama über Straßenverbindungen zu den Seen im Grabenbruchgebiet und nach Assela und Assab. Seine günstige Lage ließ es stark wachsen, von rund 39.000 Einwohnern im Jahr 1970 auf gegenwärtig etwa 300.000 Einwohner.

## Geographie

### Klima
Gemäß der Effektiven Klimaklassifikation nach Köppen und Geiger und Geiger herrscht in Assela tropisches Savannenklima (Aw). Der Niederschlag fällt zum überwiegenden Teil in den Sommermonaten Juli und August, während es das restliche Jahr über nur vereinzelt regnet.
|                        | Jan  | Feb  | Mär  | Apr  | Mai  | Jun  | Jul  | Aug  | Sep  | Okt  | Nov  | Dez  |   |      |
| Mittl. Temperatur (°C) | 19,2 | 20,5 | 21,8 | 22,5 | 22,4 | 22,3 | 18,4 | 20,6 | 21   | 20,1 | 18,6 | 18,2 | ⌀ | 20,5 |
| Mittl. Tagesmax. (°C)  | 27   | 28,1 | 29,5 | 30   | 30,4 | 29,5 | 24,4 | 26,1 | 27,4 | 27,9 | 26,6 | 25,7 | ⌀ | 27,7 |
| Mittl. Tagesmin. (°C)  | 11,4 | 12,9 | 14,2 | 15,1 | 14,5 | 15,2 | 12,4 | 15,1 | 14,7 | 12,3 | 10,7 | 10,7 | ⌀ | 13,3 |
|                        |      |      |      |      |      |      |      |      |      |      |      |      |   |      |
| Niederschlag (mm)      | 11   | 22   | 45   | 58   | 43   | 74   | 200  | 210  | 102  | 24   | 13   | 6    | Σ | 808  |
|                        |      |      |      |      |      |      |      |      |      |      |      |      |   |      |
| Regentage (d)          | 0    | 0    | 2    | 2    | 4    | 7    | 15   | 14   | 10   | 3    | 1    | 0    | Σ | 58   |

| 11,4 |

| 12,9 |

| 14,2 |

| 15,1 |

| 14,5 |

| 15,2 |

| 12,4 |

| 15,1 |

| 14,7 |

| 12,3 |

| 10,7 |

| 10,7 |

| 11,4 |

| 12,9 |

| 14,2 |

| 15,1 |

| 14,5 |

| 15,2 |

| 12,4 |

| 15,1 |

| 14,7 |

| 12,3 |

| 10,7 |

| 10,7 |

## Geschichte
Nazret blieb zunächst eine kleine Stadt. Ihr Wachstum begann um 1954, als am Fluss Awash Zuckerplantagen mit eigener Raffinerie angelegt wurden. 1960 wurden zudem drei Kraftwerke am Awash in Betrieb genommen. Adama wurde zu einem Zentrum der Verarbeitung von Landwirtschafts- und Viehprodukten aus der Umgebung. Während der Hungersnot in Äthiopien 1984–1985 errichtete die EG große Lagerhäuser zur Lagerung von Getreide-Hilfslieferungen.
2000 wurde Adama anstelle von Addis Abeba neue Hauptstadt von Oromia und erhielt seinen früheren Namen zurück. Dieser Schritt sorgte für Kontroversen, da die Oromo Addis Abeba (Finfinnee) als ihre Hauptstadt betrachten. Neben Adama waren Nekemte, Ambo, Mojo, Zway, Asella und Jimma als Regionalhauptstadt erwogen worden. Die Wahl von Adama wurde mit Topographie, Klima, Infrastruktur und Wirtschaft der Stadt begründet. 2005 wurde diese Entscheidung rückgängig gemacht.

## Bevölkerung

### Einwohnerentwicklung
Bevölkerungsentwicklung der Stadt laut citypopulation.de
| \| Jahr \| Einwohnerzahl[6] \| \| ---- \| ---------------- \| \| 1984 \| 76.284 \| \| 1994 \| 127.842 \| \| 2007 \| 220.212 \| \| 2015 \| 324.000 \| | Hier fehlt eine Grafik, die im Moment aus technischen Gründen nicht angezeigt werden kann. Wir arbeiten daran! |
| Jahr | Einwohnerzahl                                                                                                  |
| 1984 | 76.284 |
| 1994 | 127.842 |
| 2007 | 220.212 |
| 2015 | 324.000 |

## Söhne und Töchter der Stadt
- Falaka Armide Yimer (* 1942), Holzschnittkünstler
- Robel Kiros Habte (* 1992), Schwimmer[7]
- Sifan Hassan (* 1993), niederländische Leichtathletin äthiopischer Herkunft